# Аттинья
Аттинья́ (фр. Attignat) — коммуна во Франции, находится в регионе Рона — Альпы. Департамент — Эн. Входит в состав кантона Монревель-ан-Брес. Округ коммуны — Бурк-ан-Брес.
Код INSEE коммуны — 01024.

## География
Коммуна расположена приблизительно в 360 км к юго-востоку от Парижа, в 65 км северо-восточнее Лиона, в 11 км к северо-западу от Бурк-ан-Бреса.
По территории коммуны протекает река Ресуз.

## Климат
Климат полуконтинентальный с холодной зимой и тёплым летом. Дожди бывают нечасто, в основном летом.

## Население
Население коммуны на 2010 год составляло 2936 человек.
| 1962 | 1968 | 1975 | 1982 | 1990 | 1999 | 2010 |
| ---- | ---- | ---- | ---- | ---- | ---- | ---- |
| 1205 | 1236 | 1279 | 1682 | 1776 | 1923 | 2936 |

## Администрация
| Период | Период | Фамилия         | Партия        | Примечания |
| ------ | ------ | --------------- | ------------- | ---------- |
| 1995   | 2008   | Бернар Фонтено  |               |            |
| 2008   | 2014   | Марсьяль Гуайяр | Разные левые  |            |
| 2014   | 2020   | Вальтер Мартен  | Разные правые |            |

## Экономика
В 2010 году среди 1875 человек трудоспособного возраста (15—64 лет) 1495 были экономически активными, 380 — неактивными (показатель активности — 79,7 %, в 1999 году было 73,2 %). Из 1495 активных жителей работали 1391 человек (718 мужчин и 673 женщины), безработных было 104 (43 мужчины и 61 женщина). Среди 380 неактивных 154 человека были учениками или студентами, 154 — пенсионерами, 72 были неактивными по другим причинам.

## Достопримечательности
- Церковь Св. Лупа с витым шпилем, покрытым черепицей (нач. XIX века)
- Руины феодального замка Жаламонд

## Фотогалерея

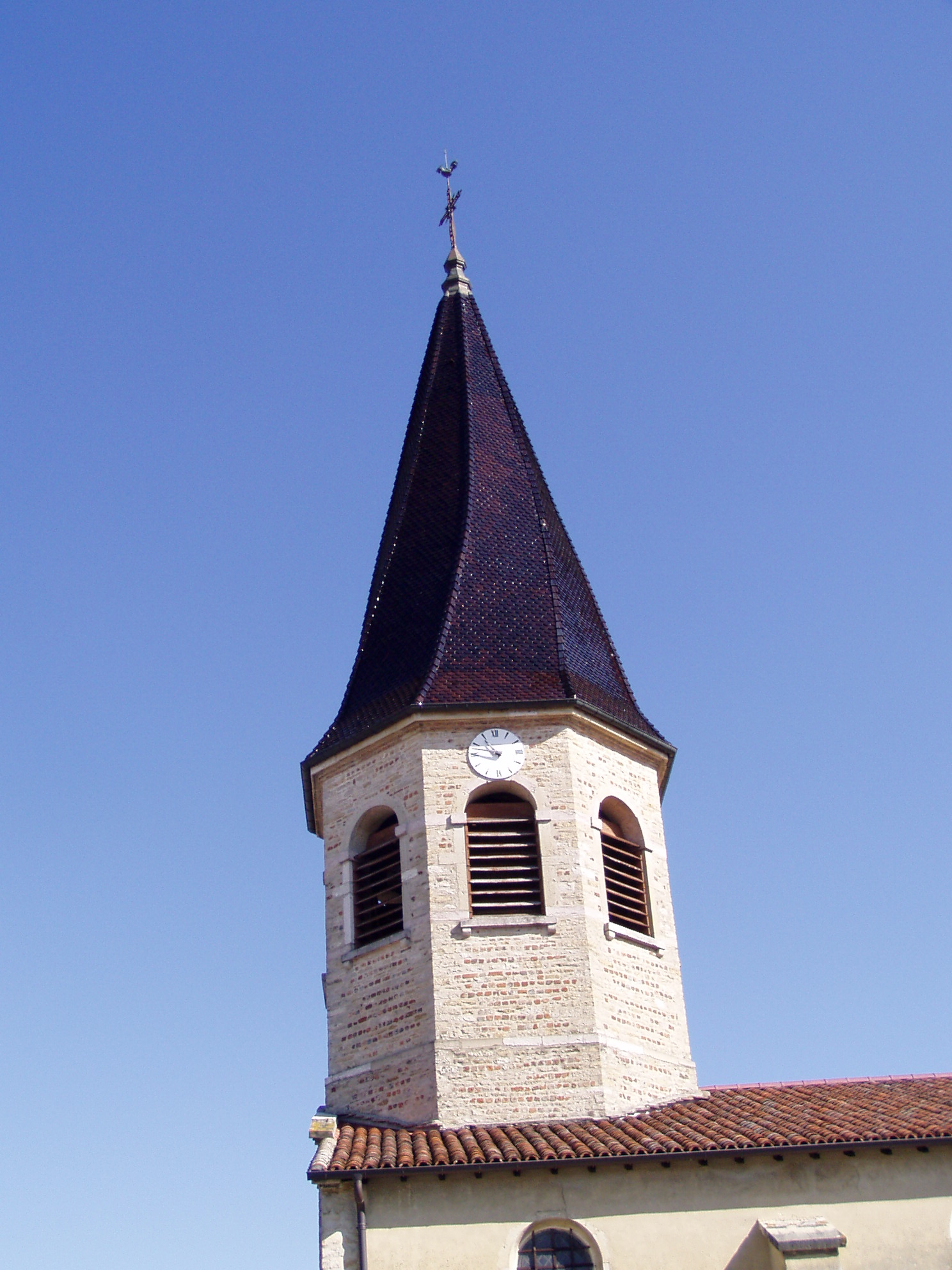
Колокольня церкви Св. Лупа
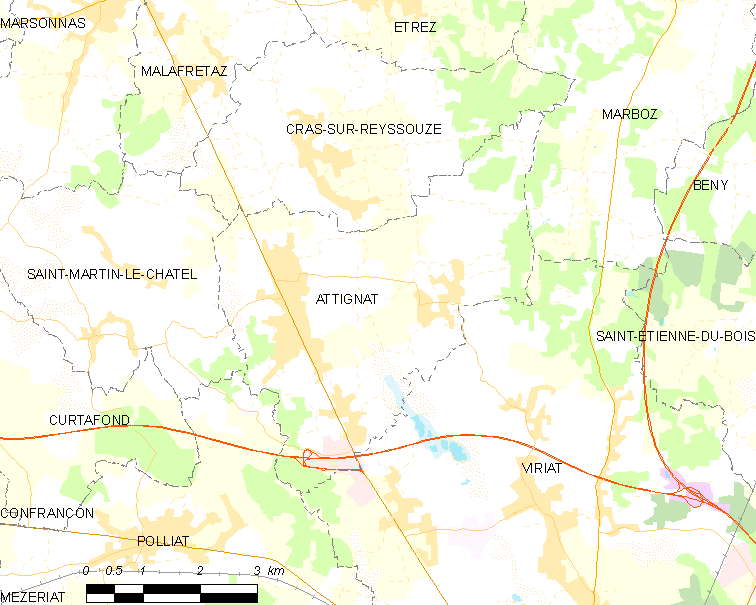
Карта коммуны